# Malaconothrus granulosus
Malaconothrus granulosus är en kvalsterart som beskrevs av Palacios-Vargas och Carlos G. Iglesias 1997. Malaconothrus granulosus ingår i släktet Malaconothrus och familjen Malaconothridae. Inga underarter finns listade i Catalogue of Life.